# Denise Josse-Elicot
Denise Josse-Elicot, née le 26 janvier 1921 à Josselin dans le département breton du Morbihan, en France, morte le 24 novembre 2014 à Sérent dans le Morbihan, est employée des PTT et résistante française pendant la Seconde Guerre mondiale. Dans la Résistance, Denise Elicot est agent de liaison, chargée des communications clandestines, de la fabrication et de la distribution de faux papiers, de la garde de stocks d'armes et de l'hébergement d'aviateurs alliés. Denise Josse-Elicot est plus tard historienne régionaliste.

## Biographie
Marie Denise Eugénie Elicot, usuellement Denise Elicot, naît à Josselin dans Morbihan, en Bretagne, le 26 janvier 1921,. 
Elle entre en 1938 dans l'administration des Postes, télégraphes et téléphones. Elle commence par effectuer différents remplacements. 
Pendant la Seconde Guerre mondiale, elle est nommée en janvier 1941 au poste de receveuse intérimaire et unique employée du bureau de poste du Roc-Saint-André dans le Morbihan,. En plus du bureau de poste proprement dit, elle dispose d'une salle d'attente, ainsi que d'une cuisine qui donne sur une cour avec un petit jardin.
Sous l'Occupation allemande, cette disposition se révèle précieuse par son isolement et sa discrétion. Denise Elicot est contactée fin 1942 par un lieutenant de gendarmerie, Théophile Guillo, qui est aussi le chef d'état-major de l'Armée secrète dans le Morbihan. Il s'agit d'abord d'un certain courrier, puis elle accepte de travailler durablement pour la Résistance. Guillo, qui a besoin de la complicité d'un bureau de poste dans le secteur, lui précise : « N'oubliez pas, Mademoiselle, que c'est pour la France ».
Dans la Résistance, Denise Elicot est agent de liaison, investie de plusieurs responsabilités. Elle est chargée des communications téléphoniques qu'elle assure clandestinement et de plusieurs autres services,. Elle se charge de la fabrication des faux papiers, grâce aux cachets de la poste en caoutchouc dont elle dispose et qui peuvent imiter ceux de la préfecture ; elle s'occupe aussi de leur distribution, au profit des résistants et des réfractaires au STO,,. Elle a de plus la responsabilité d'un stock d'armes et de munitions, dissimulées dans des sacs postaux. Elle contribue aussi au logement d'aviateurs alliés en attente d'être exfiltrés vers l'Angleterre.
Selon Jean-Paul Lefebvre-Filleau, elle exerce ces responsabilités avec enthousiasme malgré son manque d'expérience. Elle s'en acquitte sans jamais éveiller les soupçons, jusqu'à la Libération.
Son action dans la Résistance lui vaut de prestigieuses distinctions. Elle reçoit notamment la croix de chevalier de la Légion d'honneur, la médaille militaire, la croix de guerre 1939-1945, la médaille de la Résistance.
Après la guerre, Denise Elicot épouse M. Josse et devient Denise Josse. Sous le nom de Denise Josse-Elicot, elle publie un livre sur Vezin-le-Coquet et ses manoirs en 1974, un autre sur Pleucadeuc en 1992, et un autre sur l'histoire de Lizio en 1996. Elle préside l'université du temps libre de la Vallée de l'Oust.
Denise Josse-Elicot meurt à Malestroit dans le Morbihan le 24 novembre 2014. Ses obsèques sont célébrées le 27 novembre, dans l'église du Roc-Saint-André. 
Sa bicyclette fait partie des collections du musée de la Résistance bretonne.

## Distinctions
Denise Elicot-Josse reçoit les distinctions suivantes :
- Chevalier de la Légion d'honneur ;
- Médaille militaire ;
- Croix de guerre 1939-1945 ;
- Médaille de la Résistance ;
- Croix du combattant volontaire 1939-1945 ;
- Croix du combattant volontaire de la Résistance.

## Œuvres
- Vezin-le-Coquet et ses anciens manoirs, 1974.
- Le Roc-Saint-André et son histoire, 1987.
- Pleucadeuc, 1992, 306 pages  (ISBN 2950571409 et 978-2950571403).
- Lizio dans l'Histoire, 1996.